# Adam Burgess
Adam James Burgess (* 17. Juli 1992 in Stoke-on-Trent) ist ein britischer Kanute.

## Karriere
Adam Burgess war bereits bei den Junioren sehr erfolgreich und wurde 2015 in Foz do Iguaçu als erster Brite U23-Weltmeister mit dem Einer-Canadier. Zuvor hatte er bereits bei den Erwachsenen mit der Zweier-Canadier-Mannschaft die Goldmedaille bei den Europameisterschaften 2012 in Augsburg und die Bronzemedaille bei den Weltmeisterschaften 2013 in Prag gewonnen. 2015 sicherte er sich mit dieser außerdem Bronze bei den Weltmeisterschaften in London. Darüber hinaus gewann er eine Bronzemedaille im Mannschaftswettbewerb mit dem Einer-Canadier bei den Europameisterschaften in Markkleeberg. Diese Platzierung wiederholte er mit der Einer-Canadier-Mannschaft nochmals ein Jahr darauf bei den Europameisterschaften in Liptovský Mikuláš. In dieser Disziplin folgten weitere Medaillengewinne bei den Weltmeisterschaften 2017 in Pau mit Silber und 2018 in Rio de Janeiro mit Bronze. Ebenfalls 2018 gewann Burgess seine erste internationale Medaille in einer Einzeldisziplin. In Prag wurde er im Einer-Canadier hinter seinem Landsmann Ryan Westley Vizeeuropameister.
Bei den 2021 ausgetragenen Olympischen Spielen 2020 in Tokio schloss er die Vorrunde auf dem dritten Platz ab und zog ins Halbfinale ein, das er auf dem achten Platz beendete. Im Endlauf erzielte er mit einer Zeit von 103,86 s das viertbeste Resultat und verpasste damit hinter dem um 0,16 s schnelleren Deutschen Sideris Tasiadis knapp einen Medaillengewinn. Zwei Jahre darauf belegte Burgess bei den Europaspielen in Krakau mit der Mannschaft im Einer-Canadier den dritten Platz. Im September desselben Jahres gelang ihm bei den Weltmeisterschaften in London mit der Mannschaft der Gewinn der Silbermedaille hinter Frankreich. Bei den Olympischen Spielen 2024 in Paris ging Burgess in zwei Disziplinen an den Start. Im Slalom im Einer-Canadier erreichte er nach Rang zwei im Vorlauf und Rang vier im Halbfinale den Finaldurchgang. Diesen beendete er, ohne sich Zeitstrafen einzuhandeln, in einer Zeit von 96,84 s auf dem zweiten Platz hinter dem 91,36 s schnellen Franzosen Nicolas Gestin und vor Matej Beňuš aus der Slowakei, der nach 97,03 s die Ziellinie überquerte. Im Wettkampf im Kajak-Cross kam er in der ersten Runde in seinem Lauf nicht über den vierten Platz hinaus, schaffte dann aber Rang zwei in seinem Hoffnungslauf. Im anschließenden Vorlauf schied dann jedoch wiederum als Vierter aus dem Wettkampf aus. Bei den Europameisterschaften 2025 in Vaires-sur-Marne gelang ihm mit der Mannschaft im Einer-Canadier der Titelgewinn.